# Pulex simulans
Pulex simulans (лат.) — вид блох из семейства Pulicidae. Встречается в Неарктике и Неотропике. Паразиты млекопитающих.

## Описание
P. simulans встречается от Канады на севере ареала до Чили на его юге. Длина 2—3 мм. Голова гладкая, округлая. Усиковая булава асимметричная. Глаза имеются. Нижнегубные щупики 4-члениковые. Обнаружены на роде опоссум, на хищных из родов волки (Canis), Полосатые скунсы (Mephitis), серые лисицы (Urocyon), на грызунах родов суслики (Spermophilus), луговые собачки (Cynomys), на копытных рода американские олени (Odocoileus). Также встречаются на человеке, домашней собаке и на следующих видах: лесной сурок, койот, рыжая рысь, серая лисица, американская лисица, малый скунс, майконг, енот-полоскун, енот-ракоед, гризон (млекопитающее), четырёхпалый муравьед.

## Систематика
Вид Pulex simulans Baker, 1895 относят к номинативному подроду Pulex Linnaeus, 1758 и сближают со знаменитой человеческой блохой, распространяющей чуму. В первой половине XX века Pulex simulans считали синонимом Pulex irritans и все его находки из Северной Америке обозначали как Pulex irritans.